# Jasmin Müller-Alefeld
Jasmin Elisabeth Müller-Alefeld (* 13. Juli 1962) ist eine deutsche Lehrerin und Pfadfinderin.

## Werdegang
Müller-Alefeld studierte für das Lehramt an Grundschulen und legte die Diplomprüfung im Fach Pädagogik ab. Sie ist Schulleiterin einer Grundschule in Coburg.
Neben ihrer beruflichen Tätigkeit ist sie ehrenamtlich in der Pfadfinderbewegung tätig. In Bamberg baute sie eine örtliche Gruppe auf und organisierte ab den 1980er Jahren für den Deutschen Pfadfinderverband (DPV) Lager auf nationaler und internationaler Ebene. 1986 wurde sie innerhalb des DPV zur Bundesbeauftragten für das Schrifttum und 1988 zur Bundesbeauftragten für Schulung und Bildung gewählt. Nach der Wiedervereinigung und dem Zugewinn von Mitgliedern aus Thüringen und Sachsen setzte sie sich für die Gründung des Bundesverbandes Pfadfinderbund Weltenbummler (PbW) ein, dem heute über 2000 Mitglieder angehören. 1992 wurde Müller-Alefeld Landesführerin des PbW-Landesverbandes Bayern, 1999 Schatzmeisterin des Landesverbandes. Von 2001 bis 2004 war sie Bundesführerin des PbW.
Von 1991 bis 1998 gehörte sie zudem dem Vorstand des Kreisjugendrings Bamberg-Land an.

## Ehrungen
- 24. Juni 2010: Verdienstkreuz am Bande der Bundesrepublik Deutschland

## Veröffentlichungen
- Ausbildungskonzeption: Schulung und Bildung, hrsg. vom Pfadfinderbund Weltenbummler (Zusammenstellung: Jasmin Müller-Alefeld). 1. Auflage. Spurbuchverlag Baunach 1999, ISBN 978-3-88778-221-4.
- Die Gruppenstunde, hrsg. vom Pfadfinderbund Welttenbummler (Redaktion: Jasmin Müller-Alefeld; Joachim Müller).  2. Auflage. Spurbuchverlag Baunach 2002, ISBN 978-3-88778-176-7.